# Сопство
Сопство (такође: себе, себство или јаство) је оно што чини идентитет појединачне особе. За тебе, сопство си ти, а за неког другог, сопство је он сам.
Шта је то сопство? Шта је суштина наше личности? Филозофима је било веома стало да разјасне да ли је сопство идентично телу, а тиме и пролазно, или је оно, можда, пре нека вечна, бесмртна супстанца.
Још од античких времена, филозофи су говорили да је најважнија ствар познати себе. Процес упознавања себе назива се самоспознаја.

## Сопство у индијској филозофији
Неки су, антиципирајући материјалистичке школе, идентификовали сопство с телом, други с праном, животним дахом који прожима тело зато што га оживљава. Дах у људском телу и ветар у свемиру јесу два симбола живота, који пулсира у космосу.
За друге, сопство је синтеза или стециште утисака који се преко чула сливају у свесни центар. То је психички комплекс делатног појединца, будан док су чула добра и активна, а угашен када она, као у сну, отпочину или утрну. Друге школе иду корак даље: дефинитивно разлучују сопство од тела, приказујући их као две различите супстанце. Сопство је ентитет који пребива у телу, али може и да изађе из њега, као што се догађа у тренутку смрти.
У индијској филозофији се често наглашава да постоји само једно сопство (атман), да се све оно што се спознаје налази у њему, те да је разлика између две особе нестварна. »Само сопство је читав свет«, према једној изреци из упанишада. На ово истинско сопство сенку баца емпиријско сопство, илузорни лик који доживљава бол и задовољство. Душа је универзална, а појединачна душа је илузорно ограничење.
Неке школе тврде да постоји безброј душа у универзуму: то мишљење деле самкја, јога, ђаинизам, мимамса, нјаја и ваишешика. Они сматрају да једна велика душа прожима свемир и испушта безбројне зраке, односно појединачна сопства, која су различита, а ипак истоветна, јер потичу из истог извора светлости. Те индивидуалне душе се називају различитим именима: пуруша, ђива, атман, гандхарва, пудгала, саттва, поша; која имају различита значења.
Буда је тврдио да сопство уопште не постоји, а наша личност се своди на низ стања свести која немају никакву трајну подлогу. Насупрот хиндуистичком веровању у атман, он је формулисао учење о анатману. Тако је за будизам идеја о сопству само илузија, услед које наносимо патњу себи и другима.